# Ende Gelände 2017

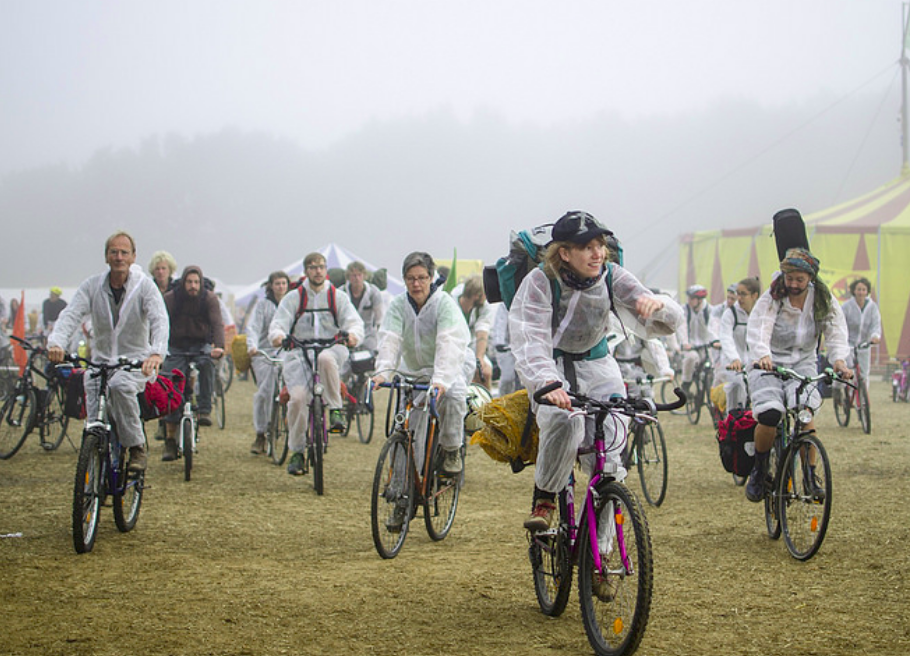
Ende-Gelände-Aktivisten im August 2017

Ende Gelände 2017 waren zwei Großaktionen einer Bewegung für Klimagerechtigkeit im Rheinischen Braunkohlerevier, die vom Verfassungsschutz als linksextremistisch beeinflusst eingestuft wird. Die Aktion des zivilen Ungehorsams richtete sich gegen die Kohleverstromung der RWE Power AG und fordert unter Berufung auf Klimagerechtigkeit und Klimaschutz den „sofortigen Kohleausstieg“. Der erste Aktionszeitraum war der 24. bis 29. August 2017, der zweite Zeitraum war am 5. November.
Ende Gelände 2017 ist eine Fortsetzung von Ende Gelände 2015 und Ende Gelände 2016. Ende Gelände 2017 war im August Teil der „Aktionstage im Rheinland“, in denen Bürgerinitiativen und NGOs angemeldete Demonstrationen sowie Aktionen zivilen Ungehorsams und Kleingruppenaktionen durchführten. Parallel fand das Klimacamp im Rheinland mit mehreren Tausend Teilnehmern statt.
Ende Gelände im November war Teil der Proteste und Demonstrationen anlässlich des Klimagipfels COP23 in Bonn.

## Hintergrund
Ende Gelände gründete sich in Deutschland im Jahr 2014 als Zusammenschluss von Umweltgruppen und „Menschen aus den Anti-Atom- und Anti-Kohle-Bewegungen“. Die erste Aktion des Bündnisses war mit Ende Gelände 2015 die Blockade des Tagebaus Garzweiler von RWE. 2016 fanden die Proteste im Lausitzer Braunkohlerevier statt, um den Verkauf des Braunkohlereviers von Vattenfall an EPH/EP Energy und seinen weiteren langfristigen Betrieb zu verhindern. Stattdessen sollte erreicht werden, dass Vattenfall die Kraftwerke und Tagebaue schnell und sozialverträglich schließt. Auf einer Aktionskonferenz im Dezember 2016 wurde entschieden, dass Ende Gelände im Sommer 2017 Aktionen im Rahmen der "Aktionstage im Rheinland" organisiert.
Das Bundesamt für Verfassungsschutz ordnet das Bündnis als „europaweites Sammelbündnis zivildemokratischer und linksextremistischer“ Netzwerke ein; die Sicherheitsbehörden warnten in dem Zusammenhang vor einer Radikalisierung friedlicher Demonstranten.

## Organisation
Ende Gelände wurde von verschiedenen in Deutschland ansässigen Gruppen organisiert, unter anderem Orts- und Regionalgruppen von Ende Gelände, der Anti-Kohle Gruppe ausgeco2hlt, der interventionistischen Linken und Gegenstrom. Zum Kreis der Organisatoren gehörten Einzelpersonen, lokale, überregionale und internationale Umweltgruppen, Zusammenhänge aus der Anti-Atomkraft-Bewegung und aus dem antikapitalistischen Spektrum. Für Ende Gelände 2017 wurde europaweit mobilisiert. Die Teilnehmer reisten mit Bussen und in mehreren längeren Fahrradtouren an.
Der Aufruf zum zivilen Ungehorsam wurde von 92 Organisationen und 25 Einzelpersonen unterzeichnet, die die Aktionsform und das Anliegen unterstützen. Zu ihnen zählen unter anderen: 350.org, ATTAC Deutschland, Grüne Jugend Bundesverband, Linksjugend Solid Bundesverband und Interventionistische Linke Bundesverband.
Ende Gelände gliedert sich in mehr als 12 Arbeitsgruppen, die verschiedene Aufgaben von der Anreise über die politischen Aktionen, Aktionslogistik, Finanzierung bis zur Pressearbeit unter sich aufgeteilt hatten, was eine reibungslose Organisation ermöglichte.

## 1. Ende-Gelände-Aktion 2017 im August

### Aktionstage im Rheinland
Der Protest gegen die Braunkohle wurde während der Aktionstage im Rheinland von breiten gesellschaftlichen Kreisen getragen. Zu den Aktionstagen gehören mehrere Camps mit ihren Workshop- und Bildungsprogrammen.
Im Rheinischen Braunkohlerevier betreibt RWE drei Tagebaue und vier Kraftwerke, die etwa 70 Millionen Tonnen CO2 pro Jahr emittieren.

### Aktion
Die Protestaktionen begannen am Freitag, den 25. August und endeten offiziell am Sonntag, den 27. August.

#### Freitag, der 25. August
Am Abend des 24. August 2017 und am Morgen des 25. August 2017 brachen hunderte von Menschen in mehreren Wellen zu einer Aktion zivilen Ungehorsams auf. Ihr Ziel war es, an verschiedenen Punkten die Kohle-Infrastruktur des Garzweiler-Tagebaus zu blockieren. Erfolgreich besetzten die Aktivisten die Gleise der Nord-Süd-Kohlebahn auf der Höhe von Vanikum und stoppten so zwei RWE-Züge. Die Gleise dienen dazu, die Kraftwerke Neurath und Frimmersdorf mit Braunkohle zu versorgen.
Darüber hinaus zogen Aktivisten in das Camp „Campen gegen Kohle“ im Osten der Reviers um. Insgesamt waren rund 2.000 Menschen in Bewegung.

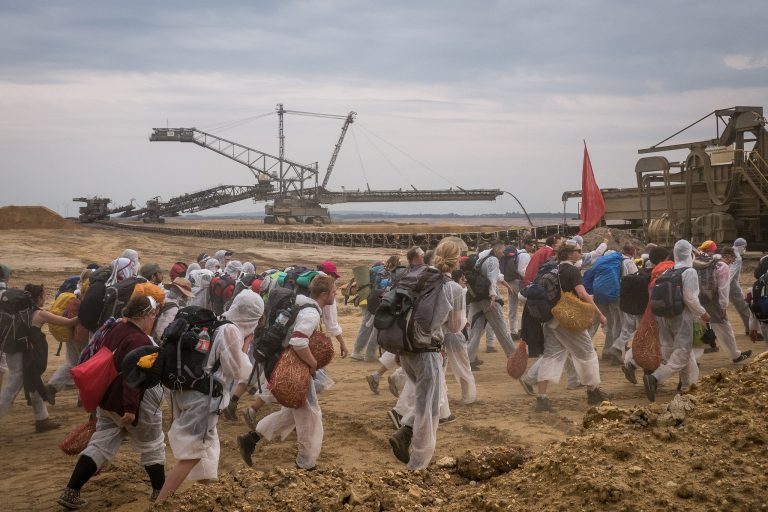
Eine Gruppe Aktivisten von Ende Gelände im Tagebau Hambach auf dem Weg in Richtung Bagger.

#### Samstag, der 26. August 2017
Am Samstag blockierten rund 1.200 Menschen den Betrieb der Nord-Süd-Kohlebahn. Die Aktivisten saßen an drei Blockade-Punkten auf dem Streckenabschnitt zwischen Vanikum und Rath; eine Gruppe von mehreren hundert Personen wurde in der Nähe von der Polizei gekesselt. Der Betrieb der Bahn wurde auf der Strecke eingestellt. Das Kraftwerk Neurath konnte daher nicht mit Kohle aus dem Hambach-Tagebau versorgt werden.
Insgesamt waren am Samstag im Rheinischen Braunkohlerevier rund 6.000 Menschen unterwegs, um gegen Braunkohle zu protestieren. Etwa 3.500 Personen zogen am Hambacher Forst mit einer Menschenkette eine „Rote Linie“ gegen den Kohleabbau. Rund 150 Aktivisten der Kampagne „Kohle ersetzen“ blockieren die Werkstore des Kraftwerks Neurath. Am Morgen wurden die Züge der Hambach-Kohlebahn durch ein einbetoniertes Fass aufgehalten, an dem sich zwei Personen angekettet hatten.
Mehrere hundert Menschen waren auf den drei Klimacamps im Rheinischen Revier aktiv und unterstützen die Aktionen.

### Reaktionen und Bewertung
Schon im Vorfeld der Aktionen reagierten verschiedene Gruppen auf die Aktionsankündigungen von Ende Gelände.

### Solidaritätserklärung der Umweltverbände (NGO)
Eine gemeinsame „Solidaritätserklärung mit dem friedlichen Protest gegen die Kohle“ wurde von 16 Gruppen unterzeichnet, unter anderen vom BUND Bundesverband, Campact, Oxfam, Naturfreunde Deutschland, Umweltinstitut München, Robin Wood, Power Shift und Urgewald. Sie betonen, dass die Ziele des Pariser Klimaabkommens nur mit dem Kohleausstieg erreicht werden können.
Die Solidaritätserklärung wurde weiterhin von 32 Gruppen in Asien, Südamerika und Europa unterzeichnet, darunter Environics Trust (India), Friends of the Earth (Ireland), Reclaim Power (UK), Bolivian Platform on Climate Change (Bolivia) und die All Nepal Peasants Federation.
Weitere Solidaritätserklärungen veröffentlichen die Initiative Pro Pödelwitz aus dem Leipziger Kohlerevier und die Initiative Allianz für Welzow aus dem Lausitzer Braunkohlerevier.

### Polizei
Die Polizei warnte im Vorfeld der Proteste vor "Straftaten" und Überschneidungen zu Aktivisten anlässlich des G20-Gipfels in Hamburg 2017.

## 2. Ende-Gelände-Aktion 2017 im November

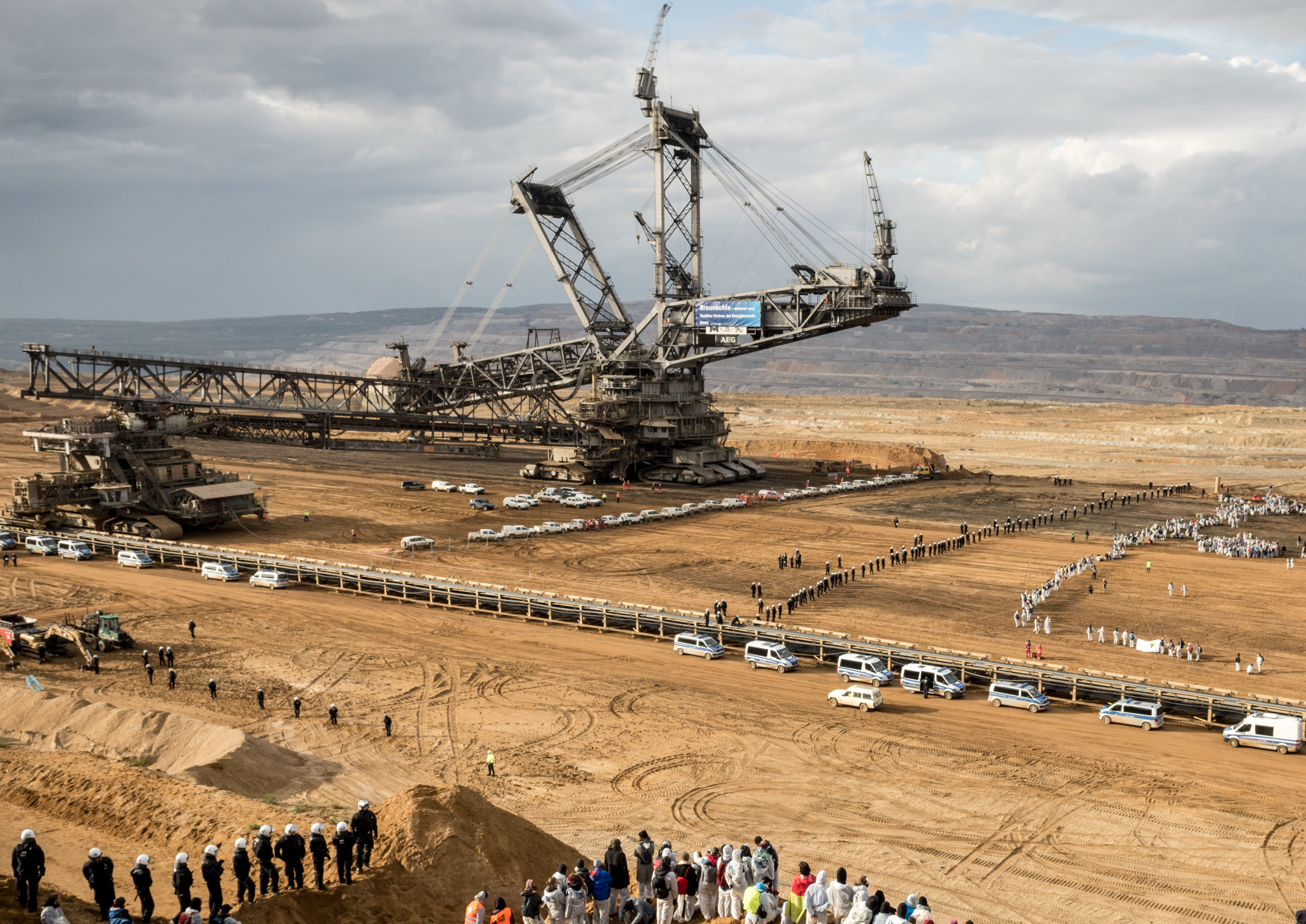
Aktivisten von Ende Gelände außerhalb (vorne) und innerhalb des Geländes der RWE Power AG (hinten)

Am 5. November 2017 versuchten nach eigenen Angaben 4.500 Klimaaktivisten, erneut in den Tagebau der RWE Power AG am Hambacher Forst einzudringen. Daran beteiligt waren erstmals auch viele Aktivisten aus vom Klimawandel betroffenen Regionen, unter anderem von den Fidschi, Samoa und anderen Pazifikinseln, die heute teils schon überflutet werden. Fidschi richtete den Klimagipfel COP 23 aus, hielt ihn aber mangels geeigneter Räumlichkeiten in Bonn in Deutschland ab. Mehreren Tausend Aktivisten gelang es, einen von RWE angelegten Graben und Sandwall zu überwinden und in die Nähe eines Baggers zu gelangen. RWE musste den Betrieb von zwei Baggern und einem Förderband für den Tag einstellen.
Die Proteste standen im November unter dem Motto „für ein Klima der Gerechtigkeit“. Eine Sprecherin erklärte: „Deutsche Politikerinnen und Politiker möchten international als Klimavorreiter glänzen. Ohne ein klares Bekenntnis zum Kohleausstieg ist es jedoch verlogen, 50 Kilometer von der größten CO2-Quelle Europas eine Klimakonferenz stattfinden zu lassen.“ Ende Gelände fordert das sofortige Ende der Stromerzeugung aus Kohle.
Einen Tag zuvor fand eine von Ende Gelände unterstützte Demonstration in Bonn statt. 25.000 Teilnehmer forderten damit: „Kohle stoppen – Klima schützen“.
Während der Besetzung des Tagebaus nahm die Polizei Personalien auf und setzte einige Aktivisten vorübergehend fest. Am Montag waren alle Aktivisten wieder auf freiem Fuß.

### Kritik an Polizeigewalt

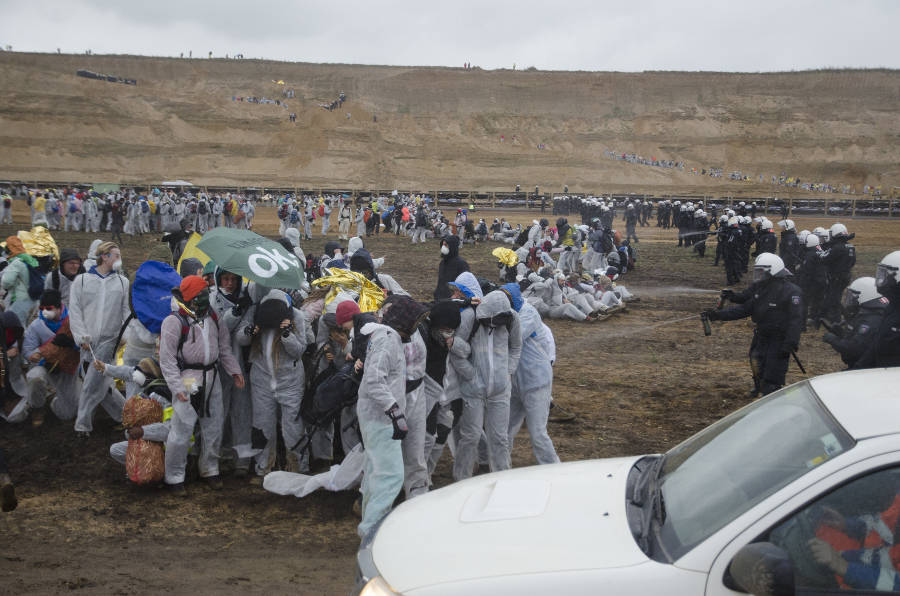
Einsatz von Pfefferspray durch Polizisten gegen sitzende Umweltaktivisten am 5. November 2017 im Tagebau Hambach während der Aktion Ende Gelände.

Nach der Aktion berichtete die Polizei, sie habe mit Pfefferspray und Polizeipferden gegen die Aktivisten vorgehen müssen, die eine ruhende Menschenkette vor dem Bagger gebildet hatten, um „vereinzelte Angriffe von Aktivisten auf Polizeikräfte“ abzuwehren. Foto- und Videoaufnahmen von Journalisten vermitteln eine gegenteilige Darstellung, so wurde eine Aktivistin „in eine lebensgefährliche Situation gebracht“, als ein Polizist sie vor ein laufendes Pferd stieß.